# Lanzhou City Plaza Building 1
Le Lanzhou City Plaza Building 1 est un gratte-ciel à Lanzhou en Chine. Achevé en 2018, il s'élève à 280,5 mètres.